# Aleksander Sokołowski (powstaniec styczniowy)
Aleksander Sokołowski (ur. w Czyżewie?, zm. 21 lipca 1863 w Warszawie) – polski ziemianin, oficer rosyjski, kapitan, wychowanek kadetów, od stycznia 1863 roku organizator i dowódca batalionu w powstaniu styczniowym. Przyprowadził swój oddział do zgrupowania Antoniego Jeziorańskiego naczelnika wojennego województwa rawskiego. 
4 lutego wykonał udane uderzenie na Rawę Mazowiecką, zdobywając rosyjskie koszary, pozyskując broń i biorąc jeńców, lecz ciężko ranny przy końcu marca w Rawie, został wydany Rosjanom i stracony na Cytadeli w Warszawie.